# Карема
Карема (італ. Carema, п'єм. Carema) — муніципалітет в Італії, у регіоні П'ємонт,  метрополійне місто Турин.
Карема розташована на відстані близько 560 км на північний захід від Рима, 60 км на північ від Турина.
Населення — 764 особи (2014).
Щорічний фестиваль відбувається 11 листопада. Покровитель — святий Мартин.

## Демографія
Населення за роками:

Станом на 1 січня 2023 року в муніципалітеті офіційно проживало 45 іноземців з 10 країн, серед них 29 громадян країн Євросоюзу.

## Сусідні муніципалітети
- Доннас
- Лілліанес
- Перлоц
- Понт-Саїнт-Мартін
- Куїнчинетто
- Сеттімо-Віттоне